# Мадісе (Антсла)
Мадісе (ест. Madise) — село в Естонії, входить до складу волості Антсла, повіту Вирумаа.